# Martin Moll
Martin Moll (* 16. Februar 1961 in Graz) ist ein österreichischer Historiker und Universitätsdozent.

## Leben
Moll absolvierte ein Studium der Geschichte und Germanistik an der Universität Graz, an der er 1987 zum Dr. phil promoviert wurde. 2003 habilitierte er sich an der Uni Graz mit einer 2007 veröffentlichten Studie Kein Burgfrieden. Der deutsch-slowenische Nationalitätenkonflikt in der Steiermark 1900–1918. Seither ist er dort als Universitätsdozent tätig. Seine Forschungsgebiete sind das Zeitalter der Weltkriege, die Spätphase der Habsburgermonarchie sowie Medien- und Propagandageschichte.
Moll gehört der Historischen Landeskommission für Steiermark an. Er wurde 2004 mit dem Leopold-Kunschak-Preis und 2014 mit dem Erzherzog-Johann-Forschungspreis des Landes Steiermark ausgezeichnet.

## Publikationen (Auswahl)
- (Herausgeber) „Führer-Erlasse“ 1939–1945. Edition sämtlicher überlieferter, nicht im Reichsgesetzblatt abgedruckter, von Hitler während des Zweiten Weltkrieges schriftlich erteilter Direktiven aus den Bereichen Staat, Partei, Wirtschaft, Besatzungspolitik und Militärverwaltung. Franz Steiner, Stuttgart 1997, ISBN 3-515-06873-2 (Neuausgabe in Lizenz des Steiner-Verlags beim Verlag Nikol Hamburg 2011, ISBN 978-3-86820-093-5).
- Kein Burgfrieden. Der deutsch-slowenische Nationalitätenkonflikt in der Steiermark 1900–1918. Studienverlag. Innsbruck – Wien – Bozen 2007. ISBN 978-3-7065-4377-4 (Zugl.: Graz, Univ., Habil.-Schr.).
- Die Steiermark im Ersten Weltkrieg. Der Kampf des Hinterlandes ums Überleben 1914–1918. Hrsg. von der Historischen Landeskommission für Steiermark. Styria Premium. Wien – Graz – Klagenfurt 2014. ISBN 978-3-222-13433-3.
- (Herausgeber zusammen mit Herbert-Ernst Neusiedler) Woher du kommst. Die wahre Geschichte ihres Lebens, die Jacob und Paula Kellman für ihre Tochter aufgeschrieben haben. Ed. A. Wien 2014, ISBN 978-3-99001-103-4.
- Hitlers Instrumente der Rechtsetzung 1939–1945. Führer-Erlass und Gesetz im Urteil der zeitgenössischen Rechtswissenschaft und der Historiografie. In: Hans-Georg Hermann, Benjamin Lahusen, Thilo Ramm, Stephan Christoph Saar (Hrsg.): Nationalsozialismus und Recht. Zweite und Dritte Babelsberger Gespräche. Nomos. Baden-Baden 2018, ISBN 978-3-8487-4777-1, S. 65–89.
- Kampf gegen den Hunger. Initiativen zur Behebung des Lebensmittelmangels in der Steiermark 1914–1918. In: Nicole-Melanie Goll, Werner Suppanz (Hrsg.): „Heimatfront“ – Graz und das Kronland Steiermark im Ersten Weltkrieg. Böhlau, Wien-Köln 2022, ISBN 978-3-205-21591-2, S. 131–150.
- Mario Kunasek – Ein Leben für die Steiermark. Leopold Stocker Verlag, Graz 2024, ISBN 978-3-7020-2272-3.